# Aliaksandr Piasetski
Aliaksandr Piasetski, né le 15 mai 1993 à Hrodna, est un coureur cycliste biélorusse.

## Palmarès et résultats

### Palmarès par année
- 2011
  - 3e du championnat de Biélorussie de poursuite par équipes
  - 3e du Tour de la région de Łódź
- 2017
  - Grand Prix de la ville de Vigo II
  - 2e du Mémorial Juan Manuel Santisteban
  - 2e du Circuito Nuestra Señora del Portal
  - 3e du Trofeo Santiago en Cos
- 2018
  - Trofeo Ferias y Fiestas de Arévalo
  - Circuito Nuestra Señora del Portal
- 2019
  - 2e du Trofeo Santiago en Cos
  - 2e de la Vuelta a Vetusta
- 2022
  -  Champion de Biélorussie sur route

### Classements mondiaux
| Année           | 2017   | 2018   | 2019 | 2020   |
| --------------- | ------ | ------ | ---- | ------ |
| UCI Europe Tour | 1 711e | 1 366e |      | 1 233e |